# Берл Айвз
Берл Айкл Івано Айвз (англ. Burl Icle Ivanhoe Yves; 14 червня 1909 — 14 квітня 1995) — американський актор і співак в стилі фолк, лауреат премій «Оскар», «Золотий глобус» і «Греммі».

## Юні роки
Берл Айвз народився в невеликому містечку в Іллінойсі в сім'ї фермера, де крім нього в сім'ї було ще шестеро дітей. Свій співочий талант він вперше продемонстрував, будучи ще дитиною, коли на запрошення дядька виконав кілька балад на зустрічі солдатів-ветеранів, і своїм голосом вразив всю аудиторію.
Першу спробу записи своїх пісень він зробив в 1929 році, але в той час його спіткала невдача. У 1930-х роках Айвз багато подорожував по США, підробляючи на різних брудних роботах, а також виконуючи свої пісні під банджо. Опинившись під час своїх мандрів в містечку Мона в штаті Юта, Берл Айвз потрапив до в'язниці за бродяжництво та виконання пісні «Foggy, Foggy Dew», яку влада міста порахували непристойною.

## Початок кар'єри
У 1931 році Айвз почав виступати на радіо в Індіані, і в той же час вирішив отримати більш гарну освіту, вступивши до Державного педагогічного коледжу Індіани. У 1940 році став ведучим власної музичної радіопередачі, з успіхом виконуючи там багато знаменитих у минулому балад. Завдяки йому знову опинилися популярними такі народні пісні як «Foggy, Foggy Dew», «Blue Tail Fly» і «Big Rock Candy Mountain».
На початку 1942 року Айвза призвали в армію, де за наступний рік він дослужився до звання капрала. У вересні 1943 року, через проблеми зі здоров'ям, він був списаний в резерв. У грудні того ж року Берл Айвз перебрався в Нью-Йорк, де отримав роботу на радіо «CBS».
У грудні 1945 року він одружився зі сценаристкою Гелен Пек Еріх, яка в 1949 році народила сина Олександра.
У 1946 році відбувся дебют Берла Айвза на великому екрані у фільмі «Смокі». Успішним для нього став 1949 року, коли пісня «Lavender Blue» в його виконанні з фільму «Так дорого моєму серцю», була номінована на «Оскар».
На початку 1950-х Айвз потрапив в Чорний список Голлівуду через підозри в його зв'язку з комуністами, що на початку десятиліття помітно знизило його шанси на хороші ролі в кіно. Через його тісної співпраці з Комісією з розслідування антиамериканської діяльності, в ході якого йому вдалося переконати її членів у свою непричетність до діяльності комуністичної партії, Берл Айвз був виключений з Чорного списку, але зіпсував відносини з багатьма колегами-музикантами, які вважали його зрадником.

## Успіх і визнання
У 1958 році актор з'явився відразу в п'яти успішних кінострічках, серед яких «Кішка на розпеченому даху», «Любов під в'язами», «Вітер над рівнинами», «Наша людина в Гавані» і «Велика країна», за роль Руфуса Хеннессі в якому він удостоївся премії «Оскар» в акторській номінації за роль другого плану.
З початку 1960-х років Берл Айвз з більшою регулярністю зайнявся музикою, записавши в наступні роки кілька десятків пісень в стилі кантрі, які займали в різний час успішні позиції в національний чартах. У той же час він продовжував свою кар'єру в кіно, на телебаченні, а також на театральний сценах Бродвею. Айвз є автором автобіографії, опублікованій в 1948 роки, пари піснярів і ще кількох художніх книг. У 1971 році, після розлучення з першою дружиною, він знову одружився, з Дороті Багаття Пол.
Берл Айвз помер в квітні 1995 року від раку ротової порожнини у віці 85 років.

## Фільмографія
- 1955: На схід від раю / East of Eden — Сем (шериф)
- 1958: Кішка на розпеченому даху / Cat on a Hot Tin Roof — «Великий Татко» Гарві Полліт
- 1964: Латунна пляшка / The Brass Bottle — Факраш
- 1964: Лейтенант Пульвер / Ensign Pulver — капітан Мортон
- 1984: Пригоди евоків (телефільм) / An Ewok Adventure — оповідач
- 1988: Злиття двох місяців / Two Moon Junction — шериф Ерл Гокінз